# Dorfkirche Saßleben

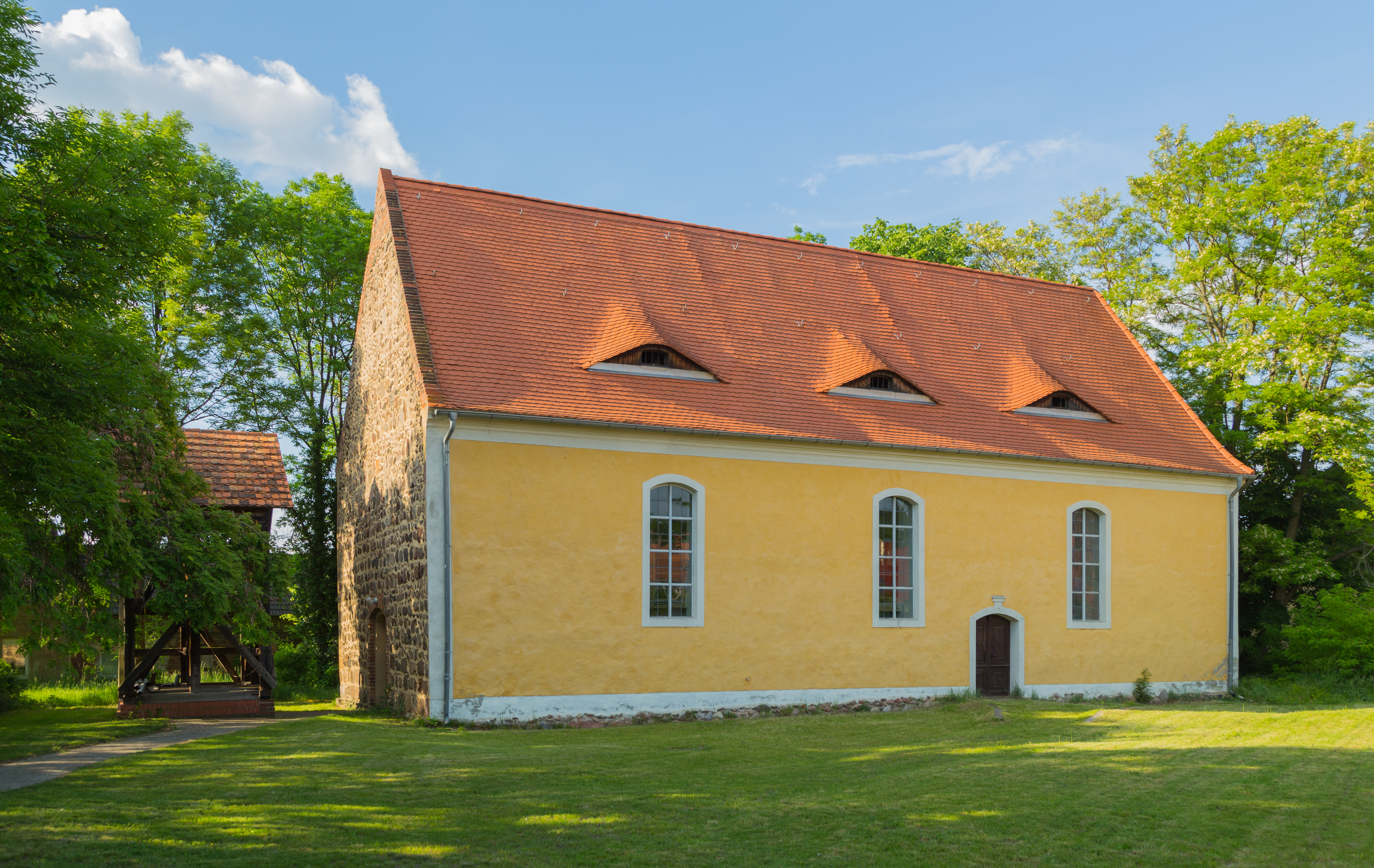
Dorfkirche Saßleben (2019)

Die Dorfkirche Saßleben ist das Kirchengebäude des Dorfes Saßleben im Landkreis Oberspreewald-Lausitz in Brandenburg. Die Kirche gehört der Kirchengemeinde Saßleben und ist Teil des Kirchenkreises Niederlausitz in der Evangelischen Kirche Berlin-Brandenburg-schlesische Oberlausitz.

## Geschichte
Die Dorfkirche Saßleben wurde vermutlich im 15. Jahrhundert errichtet. Es handelt sich um einen rechteckigen Feldsteinbau mit Stichbogenfenstern. Überzogen ist er mit einem Satteldach mit Fledermausgauben. Im Jahr 1775 erfolgte ein umfassender Umbau der Kirche, diese wurde dabei um einen dreiseitigen Ostschluss erweitert. Westlich der Kirche steht ein ebenfalls 1775 aufgestellter hölzerner Glockenturm, in dem eine Glocke aus dem Jahr 1583 hängt.
Im Inneren hat die Kirche eine flache Putzdecke mit Stuckprofilen. In den 1980er-Jahren wurde der Bau bis auf die Westwand verputzt. Die Innenausstattung stammt größtenteils aus dem 18. Jahrhundert. Sie hat eine umlaufende Empore sowie einen einfachen Kanzelaltar und eine Loge an der Nordseite. Die Orgel wurde 1928 wurde von dem Orgelbauer Gustav Heinze aus Sorau geschaffen.

## Kirchengemeinde
Neben dem Pfarrdorf Saßleben gehört noch der Nachbarort Reuden zur Kirchengemeinde. Bereits im 19. Jahrhundert gehörte diese zur Superintendentur und später zum Kirchenkreis Calau. Dieser war Teil der Evangelischen Landeskirche der älteren Provinzen Preußens und nach deren Zerfall ab 1945 der Evangelischen Kirche in Berlin-Brandenburg. 1961 fusionierte der Kirchenkreis Calau mit dem Kirchenkreis Lübben zum Kirchenkreis Lübben-Calau, der wiederum am 1. März 1998 durch Fusion mit dem Kirchenkreis Luckau wieder zum Kirchenkreis Lübben wurde. Seit 2004 ist die Kirchengemeinde Saßleben ein Teil der Evangelischen Kirche Berlin-Brandenburg-schlesische Oberlausitz. 2010 fusionierte der Kirchenkreis Lübben mit dem Kirchenkreis Finsterwalde zum heutigen Kirchenkreis Niederlausitz.